# SalinaDocFest

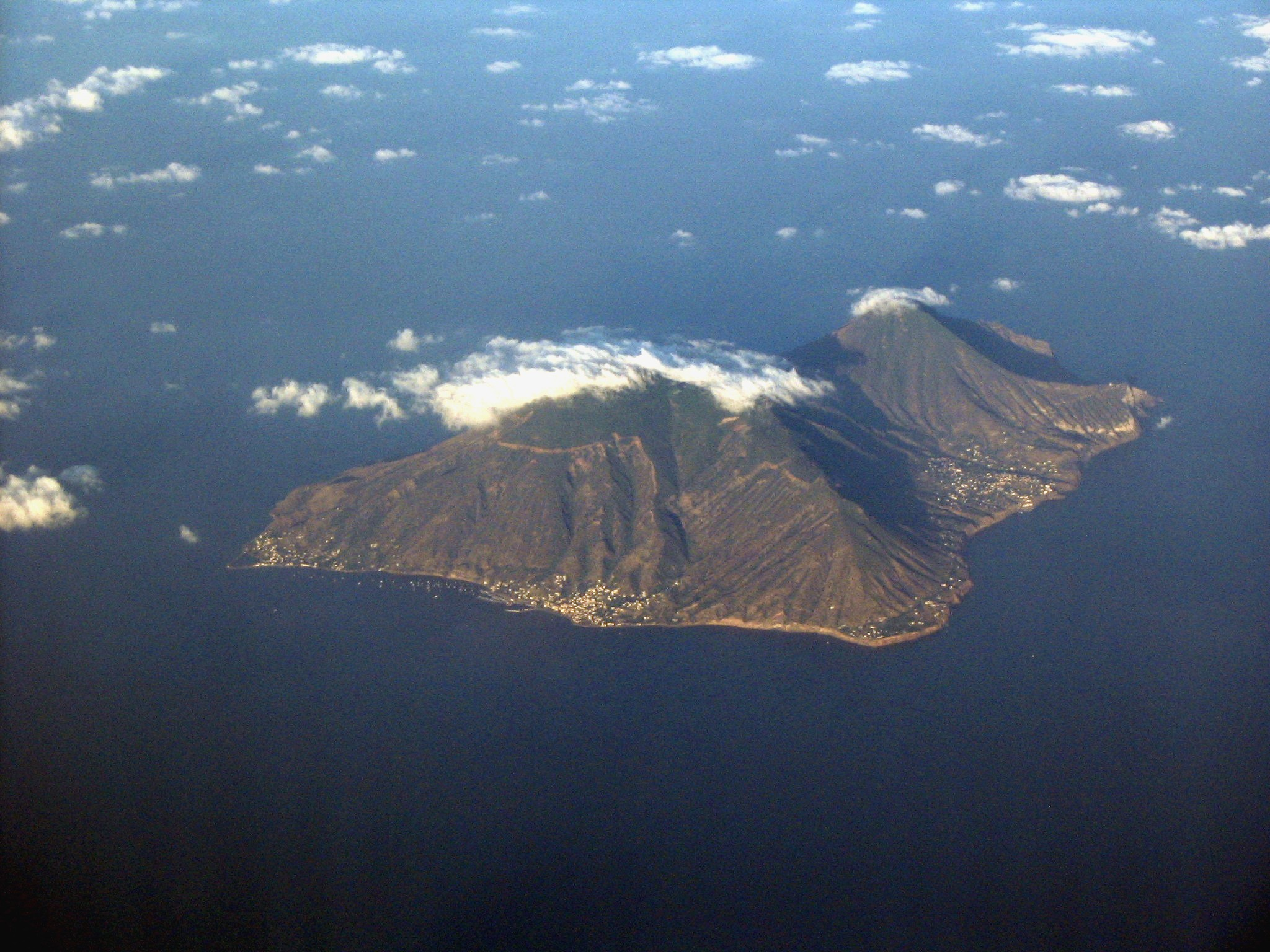
L'isola di Salina, sede del festival

SalinaDocFest è un festival cinematografico dedicato al "documentario narrativo", che si svolge ogni anno nell'isola di Salina, nelle Eolie. Al 2024 è giunta alla diciottesima edizione.

## La manifestazione
Nato nel 2007 da un'idea di Giovanna Taviani, è un festival di riferimento per il documentario, con più di 1500 film iscritti, 300 film proiettati, 1.000 tra registi e case di produzione provenienti da 12 Paesi (Italia, Francia, Austria, Belgio, Stati Uniti, Brasile, Spagna, Germania, Canada, Danimarca, Egitto, Svezia), 20 sezioni tra concorso internazionale, sezioni non competitive, workshop ed eventi speciali, oltre 200 giornalisti accreditati e circa 700 ospiti “speciali”.

## Edizioni
| Edizione | Anno | Periodo                 | Tema                               |
| -------- | ---- | ----------------------- | ---------------------------------- |
| I        | 2007 | 21, 22 e 23 settembre   | Il mio paese                       |
| II       | 2008 | dal 22 al 28 settembre  | Fughe e approdi                    |
| III      | 2009 | dal 20 al 26 settembre  | Gli invisibili                     |
| IV       | 2010 | dal 12 al 19 settembre  | L’identità                         |
| V        | 2011 | dal 20 al 25 settembre  | Confini e orizzonti                |
| VI       | 2012 | dal 19 al 22 settembre  | Altri futuri                       |
| VII      | 2013 | dal 20 al 22 settembre  | Bene comune                        |
| VIII     | 2014 | dal 23 al 27 settembre  | Donne e Mediterraneo               |
| IX       | 2015 | dal 16 al 20 settembre  | Conflitti e periferie              |
| X        | 2016 | dal 7 al 12 giugno      | Ma(d)re Mediterraneo               |
| XI       | 2017 | dal 24 al 29 giugno     | Padri e figli, verso terre fertili |
| XII      | 2018 | 13, 14 e 15 settembre   | Comunità – Isolani sì, isolati no! |
| XIII     | 2019 | dall'11 al 14 settembre | (R)Esistenze                       |
| XIV      | 2020 | dal 24 al 26 settembre  | Giovani/L'età giovane              |
| XV       | 2021 | dal 15 al 18 settembre  | Paure sogni visioni                |
| XVI      | 2022 | dal 15 al 18 settembre  | Diaspore incontri e metamorfosi    |
| XVII     | 2023 | dal 13 al 17 settembre  | Donna oltre confini                |
| XVIII    | 2024 | dall'11 al 15 settembre | Libertà - Come essere liberi       |

## Giurie
Tra i giurati si annoverano Roberto Saviano, Pasquale Scimeca, Wilma Labate, Marina Suma, Edoardo Winspeare, Alberto Tasca d'Almerita, Paolo Taviani, Vittorio Taviani, Lidia Ravera, Vincenzo Consolo, Emma Dante, Curzio Maltese, Riccardo Tozzi, Valerio Mastandrea, Alice Rohrwacher.

## Premi

### Premio al miglior documentario in concorso
- 2007 Primavera in Kurdistan di Stefano Savona
- 2008 Come un uomo sulla terra di Andrea Segre e Dagmawi Yimer
- 2009 Il mio paese: gli invisibili di Carlo Lo Giudice
- 2010 Corde di Marcello Sannino
- 2011 ex aequo Tahrir di Stefano Savona e Women of Hamas di Suha Arraf
- 2012 Le cose belle di Agostino Ferrente e Giovanni Piperno
- 2013 Il Muro e la bambina di Silvia Staderol
- 2014 La Beauté c'est ta Tête di ZimmerFrei (collettivo)
- 2015 A Syrian Love Story di Sean Mc Allister
- 2016 Les Sauters di Moritz Siebert, Abou Bakar Sidibé ed Esephan Wagner
- 2017 The Good Intentions di Beatrice Segolini e Maximilan Schlehuber[6]
- 2018 La Strada dei Samouni di Stefano Savona
- 2019 La scomparsa di mia madre di Beniamino Barrese
- 2020 Movida di Alessandro Padovani[7]
- 2021 Il Palazzo di Federica Di Giacomo
- 2022 Bettina di Lutz Pehnert
- 2023 Touché di Martina Moor
- 2024 Bosco Grande di Giuseppe Schillaci

### Premio del pubblico
- 2007 Il fantasma di Corleone di Marco Amenta
- 2008 Un'ora sola ti vorrei di Alina Marazzi
- 2009 Below Sea Level di Gianfranco Rosi
- 2010 Soltanto il mare di Dagmawi Yimer, Fabrizio Barraco e Giulio Cederna
- 2011 ex aequo Heroes and Heroines di Danilo Monte e Filippo Papini e Altra Europa di Rossella Schillaci
- 2012 Il limite di Rossella Schillaci
- 2013 Apolitics Now! di Giuseppe Schillaci
- 2014 La malattia del desiderio di Claudia Brignone
- 2015 Those who feel the fire burning di Morgan Knibbe
- 2016 They will have to kill us first di Johanna Schwartz
- 2017 The Good Intentions di Beatrice Segolini e Maximilan Schlehuber[6]
- 2018 La Strada dei Samouni di Stefano Savona
- 2019 Freedom Fields di Naziha Arebi
- 2020 Il caso Braibanti di Carmen Giardina e Massimiliano Palmese
- 2021 Naviganti di Daniele De Michele
- 2022 Qui non c’è niente di speciale di Davide Crudetti
- 2023 After the Bridge di Marzia Toscano e Davide Rizzo
- 2024 Vakhim di Francesca Pirani

### Premio "Dal testo allo schermo"
- 2007 Roberto Saviano
- 2008 Vincenzo Consolo
- 2009 Mohsin Hamid
- 2010 Giorgio Vasta
- 2011 Tahar Ben Jelloun
- 2012 Jamila Hassoune
- 2013 Emma Dante
- 2014 Nahal Tajadod
- 2015 Ascanio Celestini
- 2018 Abderrahmane Sissako per Timbuktu
- 2019 Abraham Yehoshua
- 2020 Daniele Vicari e Marcello Sorgi
- 2021 Giuseppina Torregrossa
- 2022 Nadia Terranova
- 2023 Francesca Marciano
- 2024 Giulia Calenda